# Rui Dique Travassos Valdez
Rui Dique Travassos Valdez, em grafia antiga Ruy Dique Travassos Valdez (Lisboa, Santa Isabel, 8 de Dezembro de 1892 - Cascais, Cascais, 18 de Dezembro de 1973), foi um médico militar, publicista e genealogista português.

## Biografia
Filho único de Adriano Travassos Valdez (Elvas, 20 de Março de 1852 - Cascais, Cascais, 18 de Maio de 1941), Coronel de Engenharia e Oficial da Real Ordem Militar de São Bento de Avis, neto paterno e sobrinho-neto do 1.º Barão e 1.º Conde do Bonfim, e de sua mulher (Lisboa, São Mamede, 28 de Novembro de 1891) Júlia Amélia Dique da Fonseca (Lisboa, São Sebastião da Pedreira, 27 de Outubro de 1853 - Sintra, Belas, 3 de Fevereiro de 1953), neta paterna dum primo do 1.º Barão de Lordelo.
Fez o curso do Liceu na Escola Académica, em Lisboa, e cursou a Faculdade de Medicina da Universidade de Lisboa, tendo concluído o curso de Licenciatura em Medicina em 1915 e defendido Tese em 1916. Foi esta um estudo intitulado A Figura do Padre José Agostinho de Macedo perante a Medicina (Dissertação inaugural, impressa a expensas do Instituto de Medicina Legal), por Ruy Dique Travassos Valdez. Lisboa: Oficinas Gráficas da Biblioteca Nacional, 1922, mandado imprimir pelo Prof. Doutor Azevedo Neves nos Arquivos do Instituto de Medicina Legal.
Entretanto, fez parte do Corpo Expedicionário Português e serviu como Médico Militar em França, na Guerra de 1914-1918, atingindo o posto de Capitão-Médico Miliciano, tendo sido condecorado com as Medalhas da Campanha de França e da Vitória (Interaliada). Foi 2º Assistente Provisório de Psiquiatria durante cinco anos do Prof. Doutor Júlio de Matos, sob cuja Direcção, bem como do Prof. Doutor Sobral Cid, trabalhou no Manicómio Bombarda.
Fixou-se em Cascais em 1918, onde, desde então, exerceu clínica, sendo Médico do Hospital da Santa Casa da Misericórdia daquela vila desde 1931.
Obedecendo a tendências literárias da juventude, escreveu vários sonetos, que publicou em jornais, especialmente no "Dia", e, depois, um pequeno repositório em Francês, Les Flambeaux Verts (sonetos em Francês), Rui/Ruy Travassos Valdez. [S.l. : s.n.], 1916, editado em 1917. Tomando interesse pelos estudos heráldico-genealógicos, publicou:
- Valdez: (Genealogia): Descendência de Francisco Garcia de Valdez e de sua mulher D. Mencia Gonzalez de Gove: sec. XVI, Rui Dique Travassos Valdez, José Luiz Travassos Valdez de Moura Borges. [S.l.] : R.D.T. Valdez: J.L.T.V.M. Borges, 1933.
- Cartas de Brasão Modernas - 1872-1910: Complemento do "Arquivo Heráldico-Genealógico" do Visconde de Sanches de Baêna, Braga, 1935; Ruy Dique Travassos Valdez, il. Alfredo do Ó Martins. Lisboa: R. Valdez, [S.l.: s.n.], 1935. 2a ed. Porto: Livr. Fernando Machado, 1992[5]
- Fonseca e Gouvêa: Descendência de Pedro Fernandes e de sua mulher Senhorinha Gonçalves (sec. XVI), Monografia Genealógica. Lisboa: R. Valdez, 1933, Braga, por Ruy Dique Travassos Valdez, 1935[5]
- O brasão de armas dos Condes de Castro Guimarães, s.l., s.n.[5]
- Livro de Oiro da Nobreza: Apostilas à "Resenha das Famílias Titulares do Reino de Portugal" de João Carlos Fêo Cardoso Castelo Branco e Torres e Manoel de Castro Pereira de Mesquita, de colaboração com o Dr. Domingos de Araújo Afonso (actualização da Resenha das Famílias Titulares do Reino de Portugal, de Luís da Mota Feo e Torres e Manuel de Castro Pereira, de 1838), em 3 volumes, Braga, 1933-1939; pref. José de Sousa Machado. Lisboa: Pax, 1932. 2.ª ed. Lisboa: J. A. Telles da Silva, 1988[5]
- Valdez (monografia familiar desde o século XVI), de colaboração com o Dr. José Luís Travassos Valdez de Moura Borges, s.l., s.n.[5]
- Subsídios para a Heráldica Tumular Moderna Olissiponense, Rui Dique Travassos Valdez, publicado em 1955, in "Estremadura", em artigos sucessivos, dos quais se fizera já um 1.º volume de separata, 1949. 2a ed., pref. Gonçalo de Vasconcelos e Sousa. Porto: Livr. Esquina, 1994[5]
- Resumo da Ciência do Brasão, de René Le Juge de Segrais; trad. de Rui/Ruy Travassos Valdez. Lisboa: Bertrand, 1951
- A Quinta da Torrinha ao Vale de Pereiro, Ruy Travassos Valdez. Lisboa: Of. Gráf. Ramos, Afonso & Moita, 1958
- Subsídios para a Heráldica Tumular Moderna na Estremadura, Rui Dique Travassos Valdez. Lisboa: [s.n.], 1964

Foi Sócio da Associação dos Arqueólogos Portugueses, do Instituto Português de Heráldica, do Instituto de Heráldica y Genealogía, de Madrid, e da Académie Internationale d'Héraldique, de Paris. Tomou parte, em Outubro de 1955, no Congresso Internacional de Heráldica e Genealogia, em Madrid. Foi Genealogista e Heraldista de mérito.
Foi colaborador da Grande Enciclopédia Portuguesa e Brasileira.

## Casamento e descendência
Casou em Cascais, Cascais, a 23 de Julho de 1919 com Francisca de Sequeira Manso Gomes Palma (Beja, 1 de Novembro de 1889 - Cascais, Cascais, 29 de Junho de 1976), filha de José Duarte Laranjo Gomes Palma, lavrador e proprietário em Beja e Cavaleiro da Ordem Civil do Mérito Agrícola e Industrial Classe Agrícola, e de sua mulher Francisca Penedo de Sequeira Teixeira Manso, com geração.